# Článek 48 Výmarské ústavy

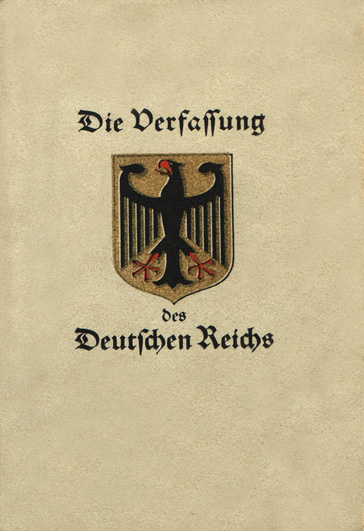
Výmarská ústava v knižní podobě.

Článek 48 Výmarské ústavy (1919-1933) umožňoval říšskému prezidentovi za určitých okolností přijmout nouzová opatření bez souhlasu Říšského sněmu. Tato pravomoc zahrnovala vyhlášení "nouzových dekretů".

## Interpretace
Text článku 48 nedefinoval přesně druh nouze, která by umožňovala jeho použití, ani explicitně nespecifikoval prezidentovu legislativní pravomoc. I přesto z něj tato pravomoc jasně vyplývá, jelikož článek explicitně umožňuje Říšskému sněmu prezidentský dekret zrušit většinou hlasů. Toto ustanovení implikuje, že dekret nějak může ovlivnit funkcionalitu či pravomoci Říšského sněmu.
Článek 48 po prezidentovi vyžadoval, aby okamžitě Říšský sněm informoval o vydání dekretu, a opravňuje Říšský sněm dekret zrušit většinou hlasů. Říšská rada v procesu vůbec nebyla zainteresována. Pokud Říšský sněm vyhlášku zrušil, prezident mohl využít své pravomoci podle článku 25, sněm rozpustit a během 60 dnů svolat nové volby.

## Historie
V důsledku přijetí Versailleské smlouvy nastalo ve Výmarské republice období hyperinflace (1921-1923). Sociální demokrat Friedrich Ebert využil článku 48 v celkem 136 případech, včetně svržení legálně zvolených vlád Saska a Durynska, když se tyto chovaly neposlušně. 
Článek 48 byl také v roce 1930 využit dalším říšským prezidentem, Paulem von Hindenburgem k boji proti velké hospodářské krizi. Během léta 1930 tehdejší říšský kancléř Heinrich Brüning nebyl schopen získat parlamentní většinu pro svůj zákon o finanční reformě. Místo toho, aby se snažil dosáhnout kompromisu přijatelného pro Říšský sněm, požádal prezidenta Hindenburga, aby využil svého oprávnění podle článku 48 a vyhlásil finanční reformu jako svůj dekret, a tím umožnil vládě jednat bez souhlasu sněmu. Říšský sněm ale tento dekret vzápětí zrušil. Kancléř následně požádal o rozpuštění parlamentu a vyhlášení nových voleb. Prezident tak následně učinil, a vyhlásil nové volby na 14. září 1930.

## Text
| Artikel 48 | Článek 48 |
| Wenn ein Land die ihm nach der Reichsverfassung oder den Reichsgesetzen obliegenden Pflichten nicht erfüllt, kann der Reichspräsident es dazu mit Hilfe der bewaffneten Macht anhalten. | V případě, kdy stát neplní své povinnosti uložené říšskou ústavou nebo zákony říše, říšský prezident může použít ozbrojených sil, aby ji k tomu přinutil. |
| Der Reichspräsident kann, wenn im Deutschen Reiche die öffentliche Sicherheit und Ordnung erheblich gestört oder gefährdet wird, die zur Wiederherstellung der öffentlichen Sicherheit und Ordnung nötigen Maßnahmen treffen, erforderlichenfalls mit Hilfe der bewaffneten Macht einschreiten. Zu diesem Zwecke darf er vorübergehend die in den Artikeln 114, 115, 117, 118, 123, 124 und 153 festgesetzten Grundrechte ganz oder zum Teil außer Kraft setzen. | Pokud je pořádek v německé říši ohrožen, říšský prezident může přijmout opatření pro jeho obnovení, v případě nutnosti i za použití ozbrojených Za tímto účelem může částečně nebo i zcela omezit základní práva poskytovaná články114, 115, 117, 118, 123, 124 a 153. |
| Von allen gemäß Abs. 1 oder Abs. 2 dieses Artikels getroffenen Maßnahmen hat der Reichspräsident unverzüglich dem Reichstag Kenntnis zu geben. Die Maßnahmen sind auf Verlangen des Reichstags außer Kraft zu setzen. | Říšský prezident musí o svých krocích v souladu s paragrafy 1 nebo 2 tohoto odstavci neprodleně informovat říšský sněm. Říšský sněm je oprávněn zrušit opatření vydané říšským prezidentem.                                                                            |
| Bei Gefahr im Verzuge kann die Landesregierung für ihr Gebiet einstweilige Maßnahmen der in Abs. 2 bezeichneten Art treffen. Die Maßnahmen sind auf Verlangen des Reichspräsidenten oder des Reichstags außer Kraft zu setzen. | V případě nebezpečí z prodlení vydá vláda spolkové země vlastní dočasná opatření analogicky podle paragrafu 2. Opatření přijatá podle tohoto odstavce může zrušit říšský prezident nebo říšský sněm.                                                                   |
| Das Nähere bestimmt ein Reichsgesetz. | Detaily upraví říšský zákon. |